# Jackson Goldstone
Jackson Goldstone, né le 10 février 2004, à Squamish (Colombie-Britannique), est un VTTiste canadien, spécialiste de la descente (DH).

## Biographie
Né au sein d'une famille passionnée de VTT dans une ville mondialement reconnue pour ses sentiers, Jackson Goldstone a commencé à faire du vélo à l'âge de deux ans, a participé à des courses de BMX à quatre ans et est même devenu une sensation sur internet à l'âge de six ans lorsqu'une vidéo le montrant réaliser des figures en chemin vers la maternelle est devenue virale.
Son amour pour les vélos, ses talents naturels et son éthique de travail dévouée n'ont cessé de croître au fil des ans, tout comme ses réalisations. Goldstone a obtenu une mention honorable lors de sa première compétition Crankworx Whip-Off en 2015 et a depuis décroché plusieurs podiums, dont une victoire au Crankworx Whip-Off à Rotorua en 2020, l'année suivant son premier double backflip à l'événement de slopestyle Audi Nines MTB.
Avec le Britannique Jordan Williams, qui a le même âge, Jackson Goldstone domine les courses de descente chez les juniors (17/18 ans) en 2021 et 2022. En deux ans, il remporte huit manches et se classe sept fois à la deuxième place sur des manches de la Coupe du monde de descente juniors, ce qui lui permet de remporter à deux reprises le classement général. Aux mondiaux juniors, il est champion du monde de descente en 2021.
En 2022, il participe pour la première fois à la RedBull Hardline au pays de Galles où il gagne la course avec une avance significative de 6,518 s d'avance sur le deuxième, Joe Smith. Il rentre ainsi dans l'histoire de cette course réputée comme la plus difficile du monde en la remportant à seulement 18 ans et en tant que rookie.
En 2023, Goldstone remporte à Val di Sole son premier succès en Coupe du monde pour sa première année chez les élites. Il gagne également la dernière manche, chez lui au Mont Sainte-Anne et termine deuxième du général de la Coupe du monde, juste derrière Loïc Bruni.
Début 2024, il participe à la RedBull Hardline Tasmania où il se qualifie en première position mais lors de la finale il chute lourdement et abandonne. Il souffre de blessures aux ligaments du genou qui le mettent à l'écart pendant toute la saison 2024. Il revient à la compétition en 2025 et participe de nouveau à la RedBull Hardline Tasmania en 2025 où il prend sa revanche sur l'année passée en remportant la course devant Asa Vermette et Troy Brosnan. Sur la Coupe du monde, il remporte la deuxième manche de la saison à Loudenvielle, puis gagne successivement les trois manches suivantes à Leogang, Val di Sole et La Thuile.

## Palmarès

### Championnats du monde
- Val di Sole 2021
  -  Champion du monde de descente juniors

### Coupe du monde
- Coupe du monde de descente juniors (2)
  - 2021 : 1er du classement général, vainqueur de trois manches
  - 2022 : 1er du classement général, vainqueur de cinq manches

- Coupe du monde de descente
  - 2023 : 2e du classement général, vainqueur de deux manches
  - 2024 : absent

### Championnats du Canada
- 2021
  - 3e de la descente

### RedBull Hardline Tasmania
- 2025
  -  vainqueur

### RedBull Hardline pays de Galles
- 2022
  -  vainqueur